# Catedral del Inmaculado Corazón de María (Las Cruces)
La Catedral del Inmaculado Corazón de María (en inglés: Cathedral of the Immaculate Heart of Mary) es el nombre que recibe la iglesia madre de la Diócesis de Las Cruces en la localidad de Las Cruces, en el estado de Nuevo México al suroeste de los Estados Unidos.
El edificio de la catedral, originalmente una iglesia parroquial, se inició en septiembre de 1965 y sus obras fueron finalizadas en mayo de 1966 en un estilo del sudoeste contemporáneo. La iglesia fue designada la catedral de la diócesis de Las Cruces en 1982.